# پارتو مارگاریان
پارتو هامبارتسومی مارگاریان (ارمنی: Պարթև Համբարձումի Մարգարյան؛  زادهٔ ۲۰ سپتامبر ۱۸۹۸ - درگذشته ۱۶ مارس ۱۹۸۰) یک جراح زنان و زایمان و استاد اهل ارمنستان بود.

## زندگی‌نامه
در ۲۰ سپتامبر ۱۸۹۸ در اوجیلار به دنیا آمد و از دانشگاه دولتی ایروان (۱۹۲۷) فارغ‌التحصیل شد. وی در دانشگاه پزشکی دولتی ایروان و مرکز تحقیقاتی سلامت مادر و کودک فعالیت می‌کرد.  وی همچنین برنده دانشمند شایسته ارمنستان شوروی (۱۹۶۰) و نشان لنین شده است. وی ۱۶ مارس ۱۹۸۰ در در سن ۸۱ سالگی در ایروان درگذشت.

## نگارخانه

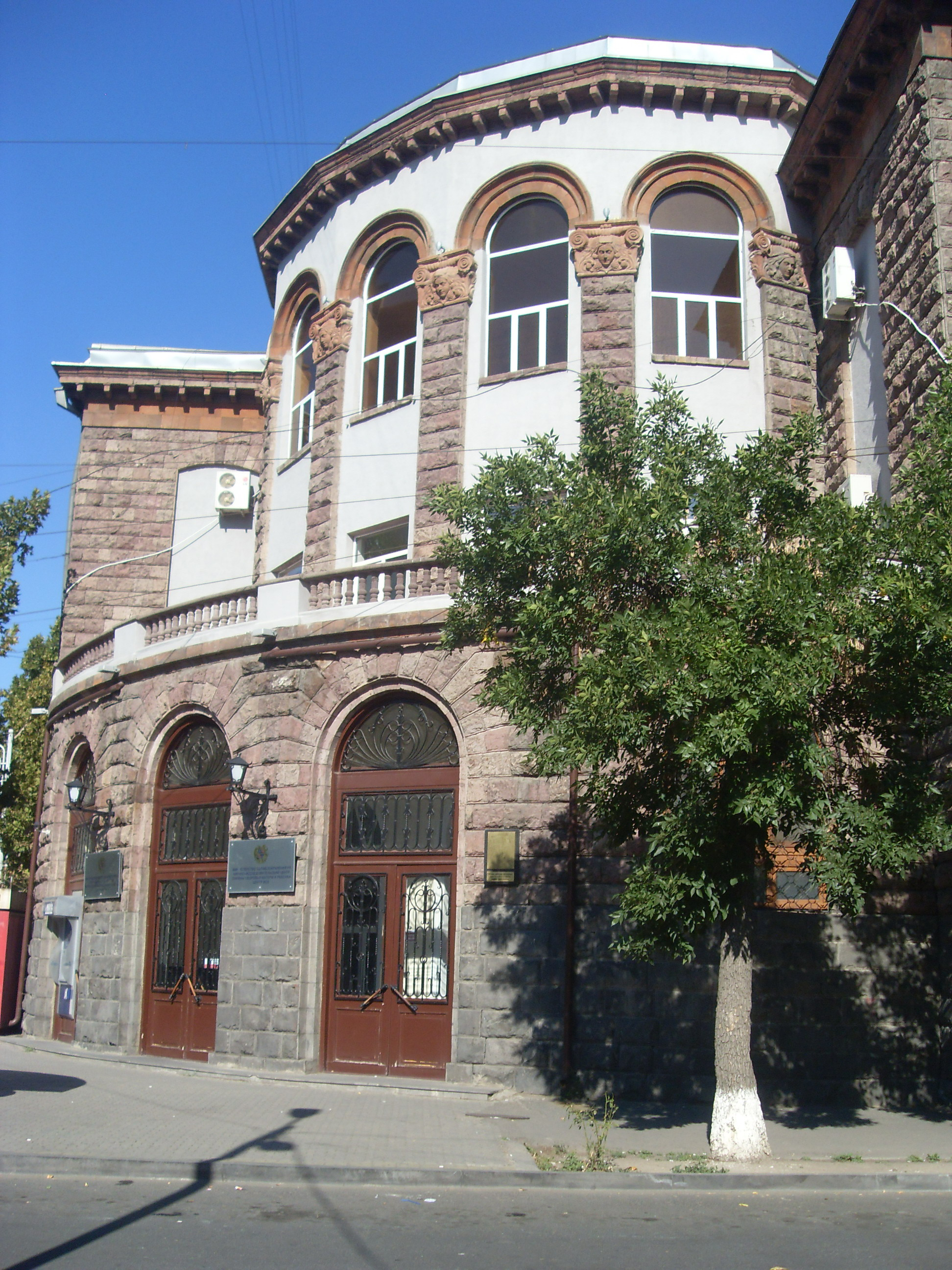

## یادداشت
1. ↑  բժշկական գիտությունների դոկտոր